# ألفا روميو روميو
ألفا روميو روميو (بالإنجليزية: Alfa Romeo Romeo)هي سيارة فان تم إنتاجها من قبل شركة ألفا روميو للسيارات الإيطالية.